# Schizostachyum brachythyrsus
Schizostachyum brachythyrsus là một loài thực vật có hoa trong họ Hòa thảo. Loài này được (K.Schum.) Holttum miêu tả khoa học đầu tiên năm 1967.